# J'écris dans l'espace
 (août 2020).
Si vous disposez d'ouvrages ou d'articles de référence ou si vous connaissez des sites web de qualité traitant du thème abordé ici, merci de compléter l'article en donnant les références utiles à sa vérifiabilité et en les liant à la section « Notes et références ».
Pour plus de détails, voir Fiche technique et Distribution.
J'écris dans l'espace est un documentaire franco-québécois réalisé par Pierre Étaix sorti en 1989.

## Synopsis
Sorti dans le cadre du bicentenaire de la Révolution Française de 1989 pour l'écran Omnimax de la Géode à Paris, le film retrace l'histoire du télégraphe Chappe décidé et réalisé pendant la Révolution.
Le film sort le 10 juillet 1989 à la Géode, au Futuroscope de Poitiers, dans plusieurs salles Omnimax en Amérique du Nord (Ottawa, Montréal, Washington, New York et San Diego).

## Fiche technique
- Titre : J'écris dans l'espace
- Titre alternatif : Vite et loin
- Réalisateur : Pierre Étaix
- Scénario : Pierre Étaix, Jean-Claude Carrière, Denis Guedj
- Producteur : Jean-François Lepetit
- Directeur de la photographie : Henri Alekan
- Musique : Jean-Sébastien Bach
- Effets spéciaux Animatronic : Jacques Gastineau
- Costumes : Christine Skiera
- Monteur : Henri Lanoë
- Scripte : Sylvette Baudrot
- Pays d'origine :  France /  Canada
- Langue : français
- Genre : documentaire
- Durée : 60 minutes
- Dates de sortie :

## Distribution
- Philippe Minella
- Mac Ronay
- Roger Trapp
- Valeria Bruni-Tedeschi
- Grégory Herpe
- Sérgio Mendes
- Dimitri Jourde
- Maël Davan-Soulas
- Jason Tonnoire
- Christian-Marie Lapchine
- Jean-Claude Haslé
- Al Carthy